# José Joaquín Ferrer
José Joaquín Ferrer y Cafranga (Pasaia, 26 ottobre 1763 – Bilbao, 18 maggio 1832) è stato un astronomo, cartografo e matematico spagnolo, fratello del politico, diplomatico e uomo di affari Joaquín María Ferrer (1777-1861).

## Biografia
Terminati gli studi in materia di navigazione, astronomia, matematica, è impiegato presso la compagnia marittima commerciale Reale Società Guipuzcoana di Caracas e successivamente si imbarca per il Venezuela. Nel 1779 fu catturato dagli inglesi mentre si trovava a bordo della nave della società La nostra Signora dell'Assunzione al largo del capo di Santo Vicente. Liberato grazie anche al coinvolgimento della propria famiglia si trasferisce in Svizzera, dove prosegue a coltivare l'interesse per l'astronomia.
Ferrer y Cafranga ha fatto parte delle prime spedizioni finalizzate allo studio delle eclissi solari. Nel 1803 ha viaggiato a Cuba e presso lo stato di Nuova York nel 1806 osservando con successo due eclissi solari. Nella descrizione dell'eclisse solare del 16 giugno 1806, osservata dalla contea di Kinderhook, Nuova York, coniò la parola Corona a seguito dell'osservazione dell'anello brillante osservabile durante un'eclissi totale. In seguito si trasferisce negli Stati Uniti e diviene membro dell'American Philosophical Society. Nel 1813 è stato nominato membro del Liceo Nazionale di Francia. Nel 1817 ritorna nella terra natia stabilendosi a Bilbao. San Sebastián, paese confinante a quello natio era rimasto devastato dall'esercito di Wellington, nel 1813, durante l'offensiva contro l'esercito napoleonico.
Ferrer è stato membro dell'associazione culturale Società Reale Basca degli Amici del Paese, finalizzata allo sviluppo della cultura scientifica e dello sviluppo economico dei Paesi Baschi. I suoi lavori cartografici ed astronomici sono stati riconosciuti da rinomati ricercatori della sua epoca, tra cui gli astronomi e scienziati Jérôme Lalande e Simon Laplace.